# Mellan Acktjärnen
Mellan Acktjärnen är en sjö i Surahammars kommun i Västmanland och ingår i Norrströms huvudavrinningsområde.